# WEBR-CA
WEBR-CA é uma emissora de televisão americana com sede em Nova Iorque, NY. Opera no canal 17 UHF.